# Cantó d'Argentan-Oest
El cantó d'Argentan-Oest és un cantó francès del departament de l'Orne, situat al districte d'Argentan. Té sis municipis i el cap es Argentan.

## Municipis
- Argentan (part)
- Commeaux
- Fontenai-sur-Orne
- Moulins-sur-Orne
- Occagnes
- Sarceaux

## Història
| Data d'elecció                           | Identitat                | Partit           | Qualitat |
| ---------------------------------------- | ------------------------ | ---------------- | -------- |
| 1982-1985                                | Roger Jouadé             | PCF              |          |
| 1985-1992                                | Jean de Vimal du Bouchet | RPR              |          |
| 1992-1998                                | François Doubin          | PRG              |          |
| 1998-2004                                | Pierre Pavis             | PS               |          |
| 2004-2011                                | Xavier Jaglin            | RPR, després UMP |          |
| 2011-                                    | Frédéric Leveillé        | PS               |          |
| les dades anteriors no són pas conegudes |                          |                  |          |
|                                          |                          |                  |          |